# Monastîrok, Jovkva
Monastîrok (în ucraineană Монастирок) este un sat în comuna Zamok din raionul Jovkva, regiunea Liov, Ucraina.

## Demografie
Componența lingvistică a localității Monastîrok
     Ucraineană (99,9%)
     Alte limbi (0,1%)
Conform recensământului din 2001, majoritatea populației localității Monastîrok era vorbitoare de ucraineană (99,9%), existând în minoritate și vorbitori de alte limbi.